# Ali Tneich
Ali Samir Tneich, conosciuto come Sisi (in arabo علي سمير طنيش‎?; Jwaya, 16 luglio 1992) è un calciatore libanese, centrocampista dell'Ansar e della nazionale libanese.

## Carriera

### Club
Ha sempre giocato nel campionato libanese.

### Nazionale
Nel 2024 è stato convocato per la Coppa d'Asia.